# Grande Hotel Beira
Grande Hotel Beira em 2012
O Grande Hotel Beira foi um hotel de luxo localizado na cidade da Beira, em Moçambique, funcional entre os anos de 1955 e 1963. Após esse período, continuou sendo utilizado durante a década de 1960 como um centro de conferências, bem como sua grande piscina. Durante a Guerra Civil de Moçambique (1977-1992), contudo, tornou-se um campo de refugiados. Atualmente, o antigo hotel está ocupado por cerca de 3.500 pessoas que vivem em condições precárias. O governo considera removê-las eventualmente, mas a situação se arrasta por anos.

## História

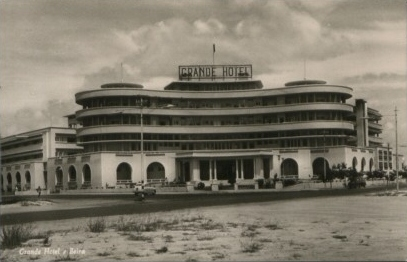
O Grande Hotel Beira ainda em funcionamento.

O hotel foi aberto em 1955, então anunciado como o "Orgulho da África", considerado como o maior e mais requintado hotel de todo o continente africano. Contudo, o prédio contava com apenas 3 andares e, segundo o anúncio no Anuário do Turismo de Ultramar (1959-60), possuía 122 quartos. Seus proprietários projetaram a inclusão de um casino, mas não conseguiram garantir a autorização governamental necessária. Apesar de grandes festas e recepções, como o grandioso casamento de Patucha Jardim, filha de Jorge Jardim, um dos secretários de Salazar, acredita-se que o hotel nunca tenha sido rentável, não atraindo as elites tal como se pretendia inicialmente. Assim, o hotel foi fechado já na década de 1960. As salas de conferências e piscina continuaram sendo usadas durante os anos 1960 e mesmo após a independência em 1975. O último evento realizado no hotel foi a festa de Passagem de Ano em 1980-81.
Após a independência, em 1975, sua cave foi usada como célula para manter os presos políticos. Alguns membros da polícia e do exército começaram a usar o terceiro andar, como salas de estar. Depois de 1981, foi retomado pela população em geral. Os novos ocupantes usaram o novo piso de parquet inteiro como combustível. O edifício não tem água corrente ou eletricidade.

## Hoje
O jornalista Florian Plavec descreve uma visita ao hotel em um artigo de Julho de 2006 no Jornal Kurier da Áustria. Segundo suas contas, praticamente tudo o que tem qualquer valor tem sido saqueados do hotel, incluindo a sua casa de banho em mármore e azulejos, pisos de madeira, pias e banheiras. A antiga piscina serve agora como um coletor de água para lavar roupas, e o bar desta como um mictório. O hotel também tem experimentado danos estruturais, como as árvores continuam a crescer nos terraços e pavimentos que desabam. No seu atual estado de decadência, o hotel foi fotografado pelo fotógrafo Sul-Africano Guy Tillim em sua série "Avenue Patrice Lumumba", em 2007 (publicado pela Prestel Verlag) e aparece ainda no documentário sobre a língua portuguesa chamado Língua - Vidas em Português, lançado em 2001 e dirigido pelo cineasta Victor Lopes.

## Documentários
- Língua - Vidas em Português (2001) - dirigido por Victor Lopes[2]
- Grande Hotel (2007) - dirigido por Anabela de Saint-Maurice[3]
- Hospedes da Noite (2007) - dirigido por Licinio Azevedo

## Galeria

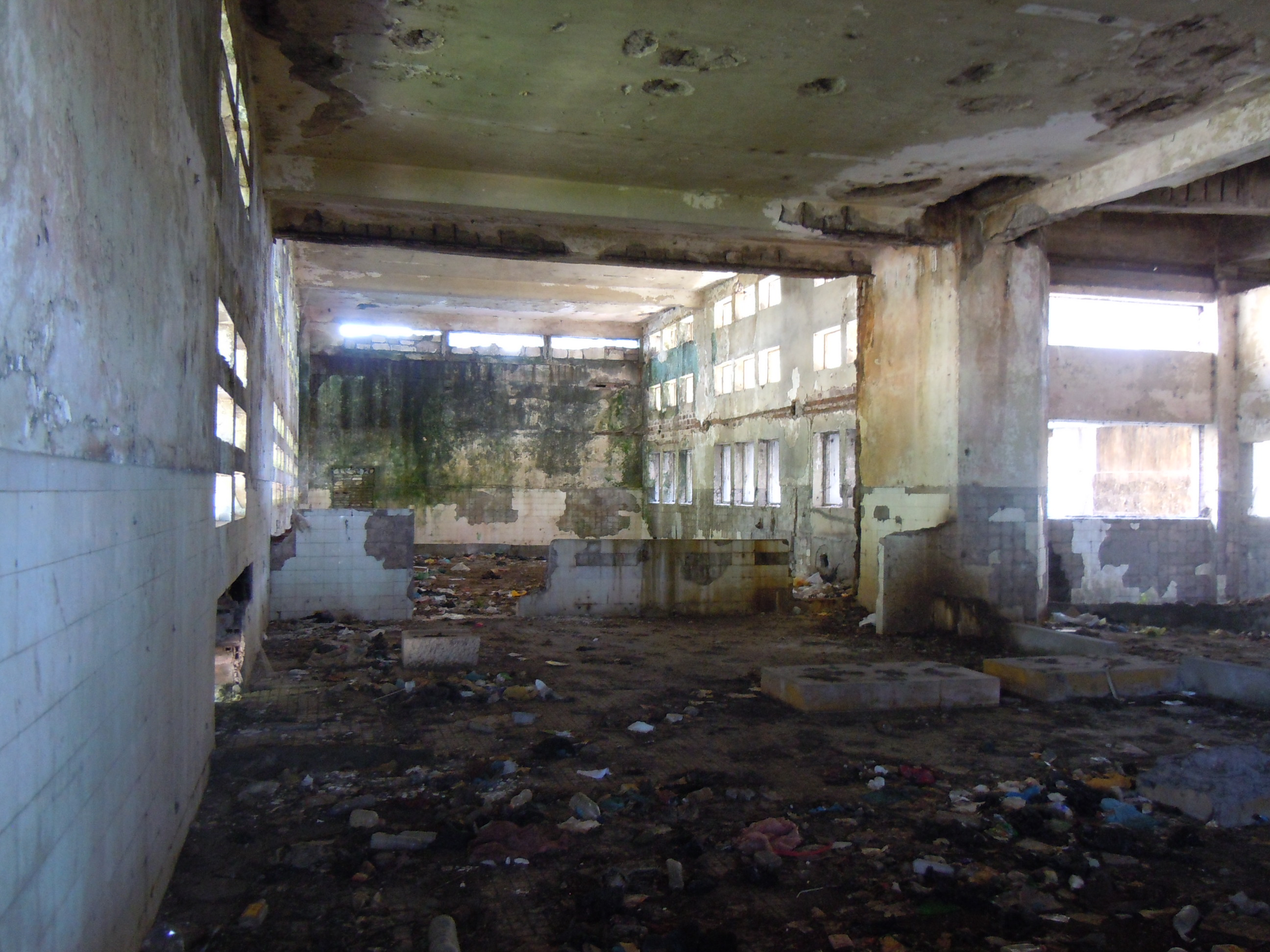
Antiga cozinha, Bloco D, térreo.
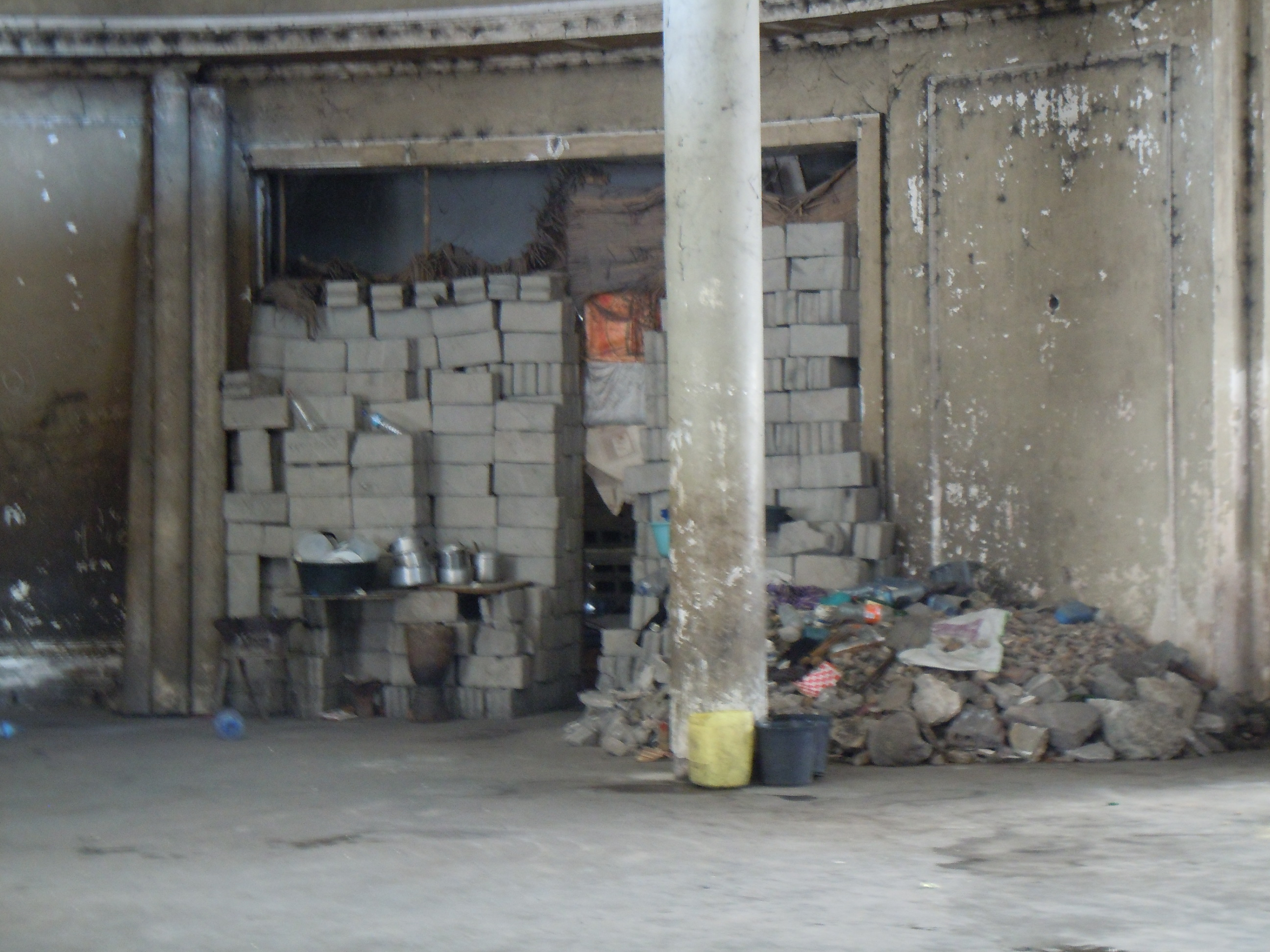
Abrigo montado no antigo salão de baile do hotel.
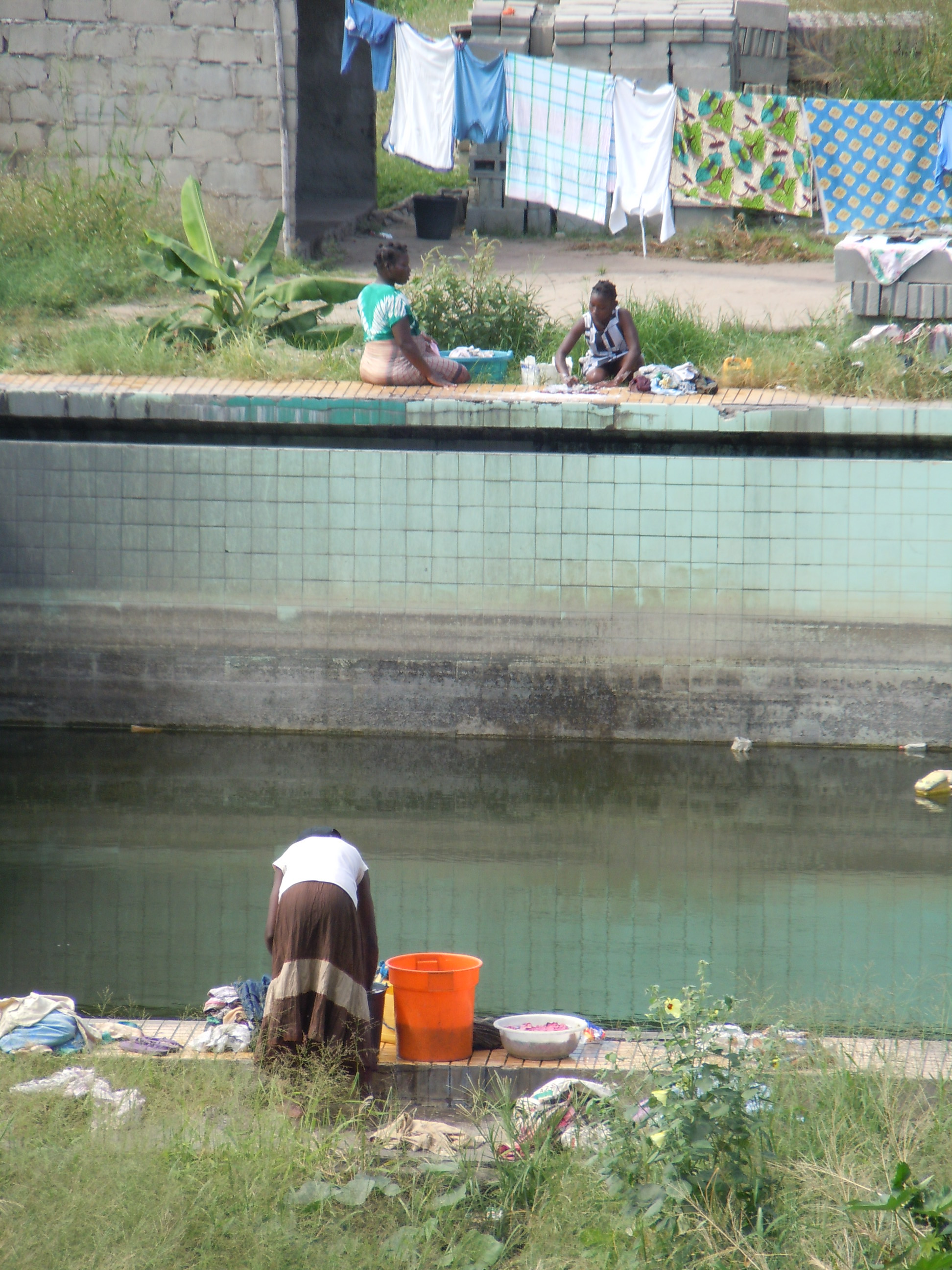
Pessoas a usar a piscina, de água bastante poluída.
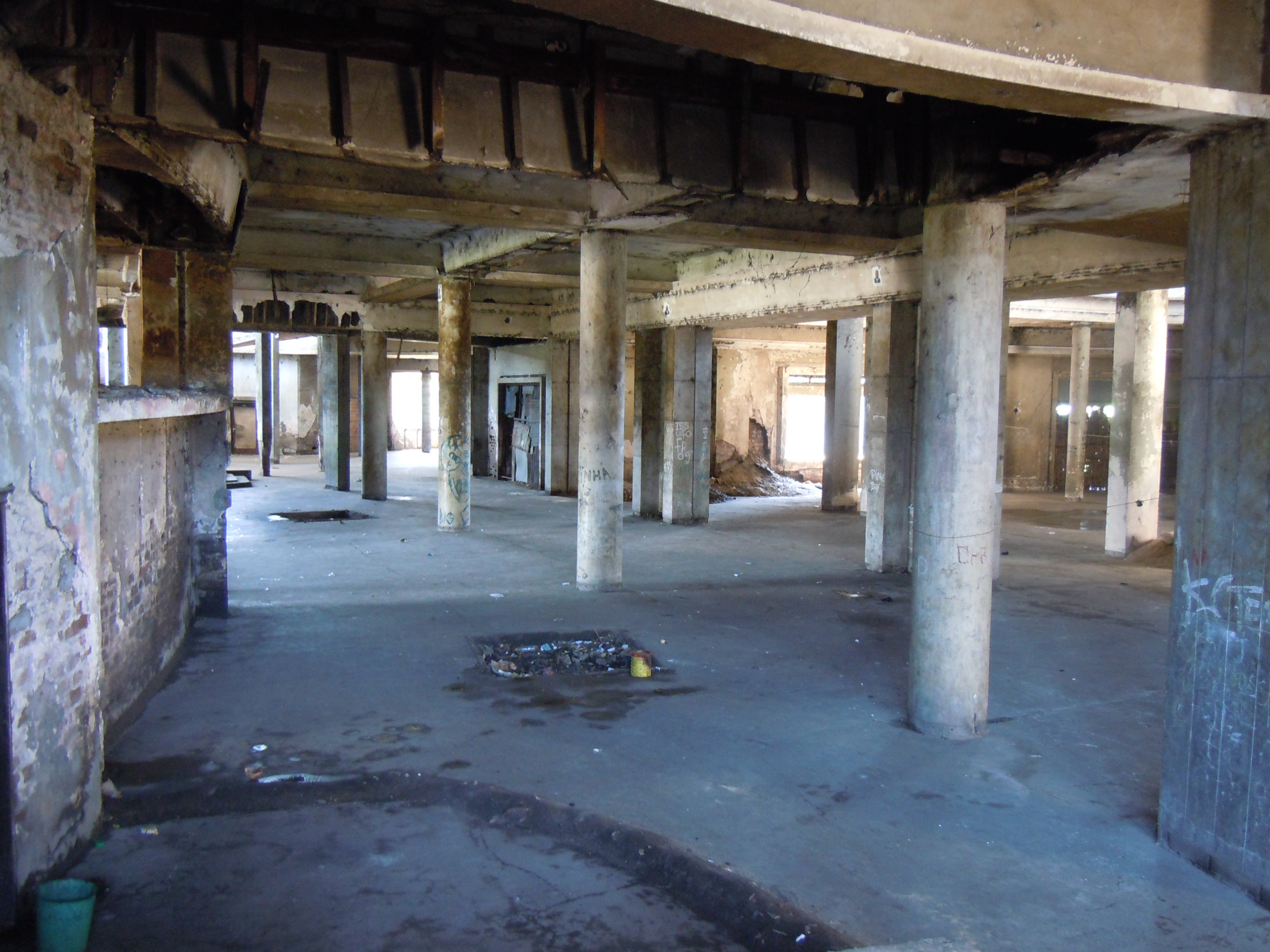
Interior do antigo átrio, Bloco A, térreo.
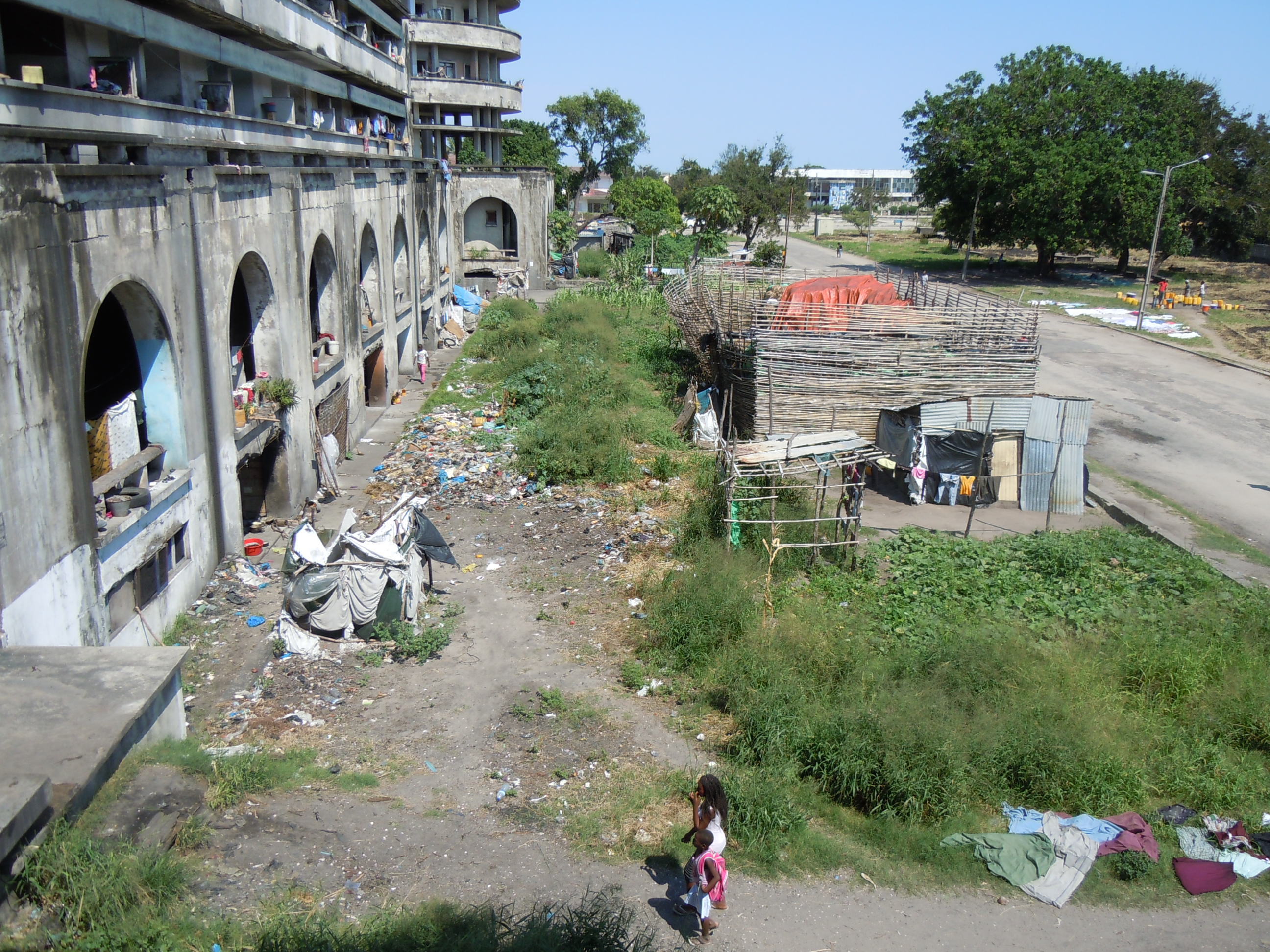
Exterior do hotel, de frente ao Bloco B.
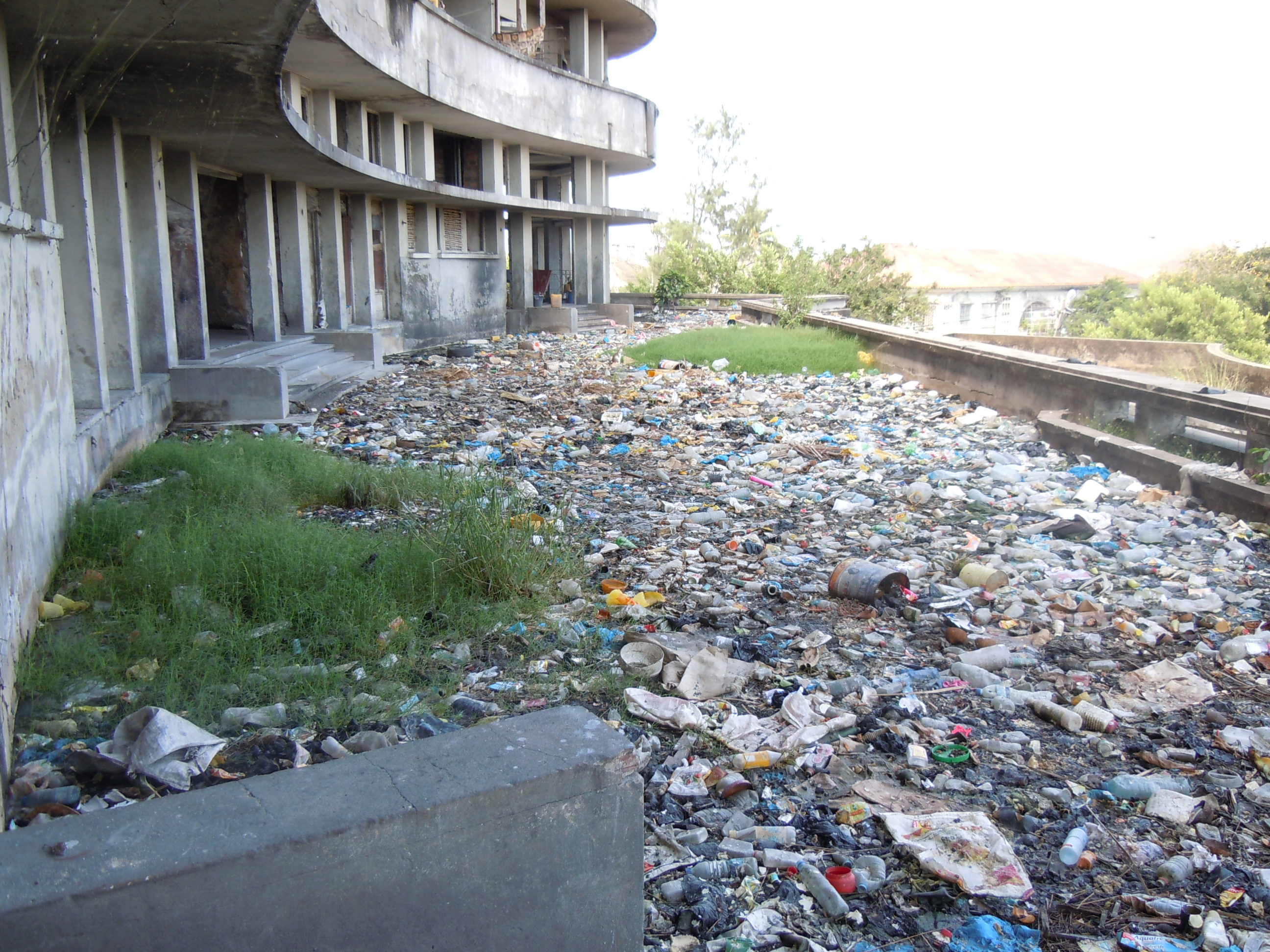
Lixo acumulado na fachada do terraço.
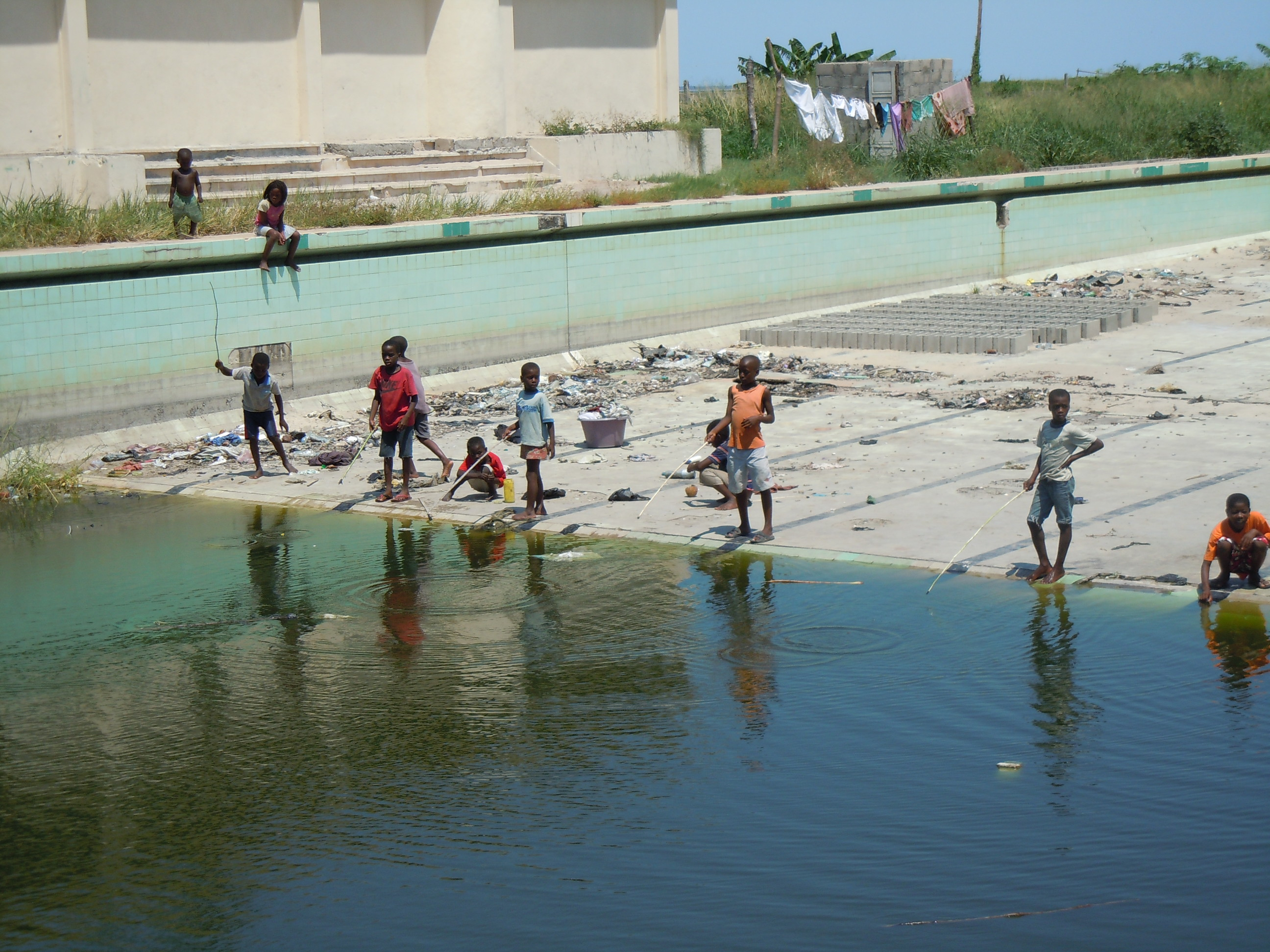
Pessoas a usar a piscina, de água bastante poluída.

## Ligações Externas
- Artigo: O Delírio de um Grande Hotel
- Coleção fotográfica

- Panorâmica 360º